# Ceratosauroidea
Los Ceratosauroidea son un grupo de dinosaurios terópodos pertenecientes al Jurásico Superior de Portugal.
Una superfamilia Ceratosauroidea fue nombrada implícitamente por Othniel Charles Marsh cuando creó una familia Ceratosauridae para darle un lugar a Ceratosaurus.
La primera persona en usar el nombre fue José Bonaparte en 1990, pero no dio una definición en ese momento.
La primera definición como clado fue por Paul Sereno en 1998: el grupo formado por Carnotaurus y todas las especies más estrechamente relacionadas con Carnotaurus que con Coelophysis. Más tarde, cuando la investigación mostró que Coelophysoidea no estaban particularmente relacionados con los Ceratosauria, Paul C. Sereno pensó que el concepto se había vuelto inútil porque coincidía con Neotheropoda. Los nuevos datos indican, sin embargo, que los dos grupos pueden seguir siendo considerados hermanos.